# Shonny Vanlandingham
Shonny Vanlandingham (29 de mayo de 1969) es una deportista estadounidense que compitió en triatlón.
Ganó una medalla en el Campeonato Mundial de Triatlón Campo a Través de 2011. Además, obtuvo dos medallas en el Campeonato Mundial de Xterra Triatlón en los años 2008 y 2010.

## Palmarés internacional
| Campeonato Mundial | Campeonato Mundial           | Campeonato Mundial | Campeonato Mundial |
| Año                | Lugar                        | Medalla            | Prueba             |
| ------------------ | ---------------------------- | ------------------ | ------------------ |
| 2011               | Guijo de Granadilla (España) | Medalla de plata   | Individual         |

| Campeonato Mundial | Campeonato Mundial    | Campeonato Mundial | Campeonato Mundial |
| Año                | Lugar                 | Medalla            | Prueba             |
| ------------------ | --------------------- | ------------------ | ------------------ |
| 2008               | Maui (Estados Unidos) | Medalla de bronce  | Individual         |
| 2010               | Maui (Estados Unidos) | Medalla de oro     | Individual         |